# Donald Bradman

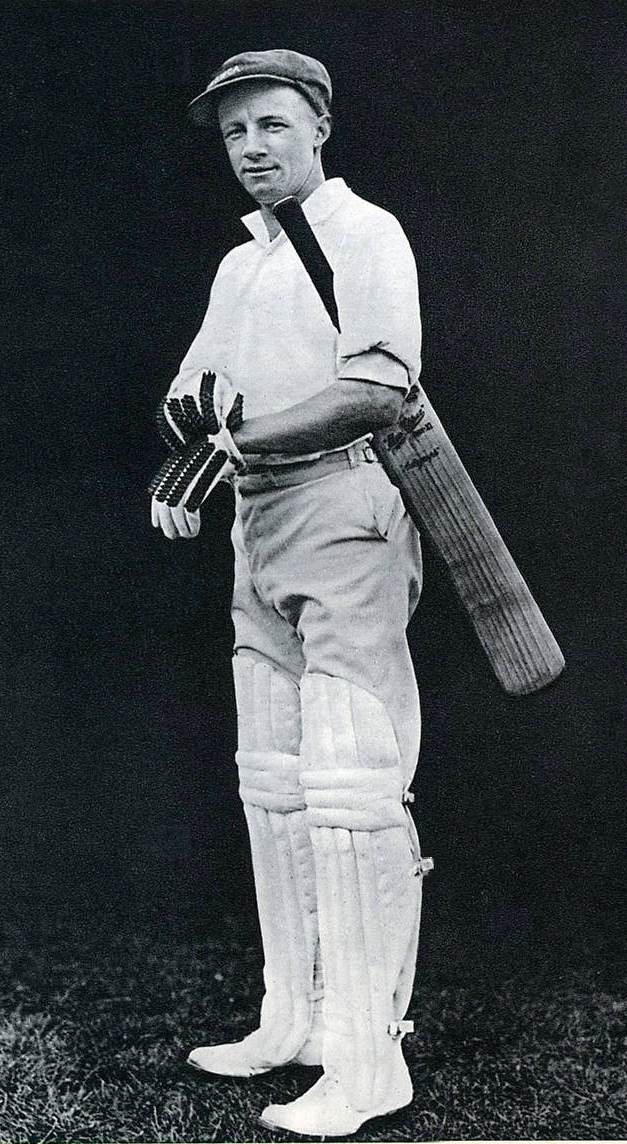

Sir Donald George Bradman (27 de agosto de 1908 - 25 de fevereiro de 2001) foi um jogador de críquete australiano, amplamente reconhecido como o maior batedor de todos os tempos.

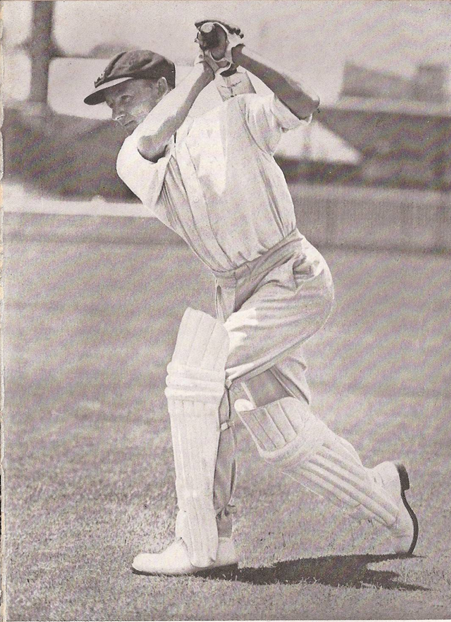
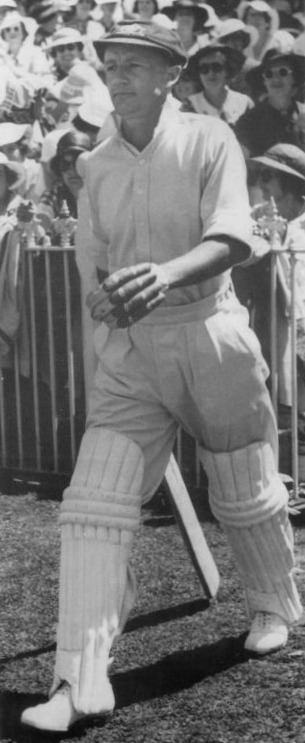
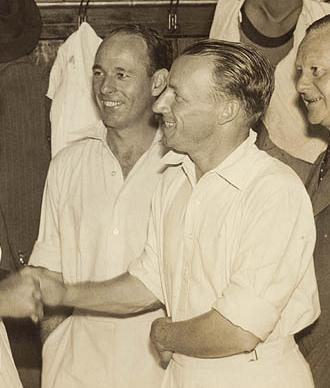
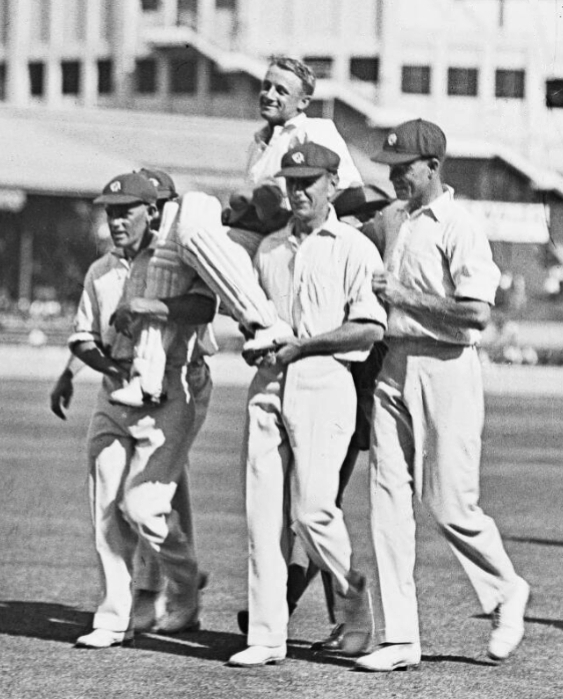
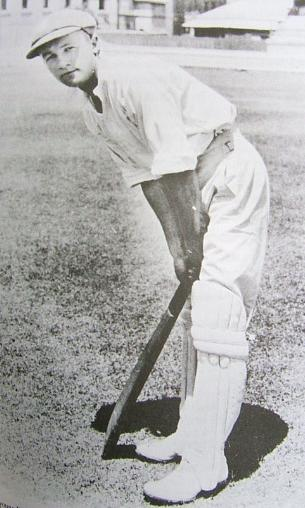
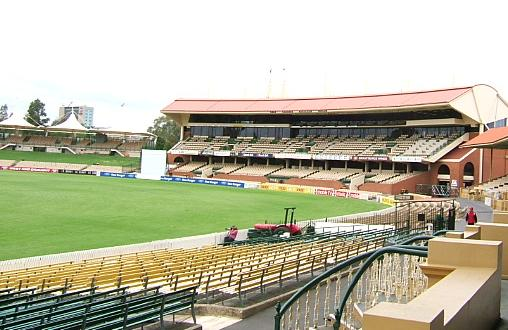
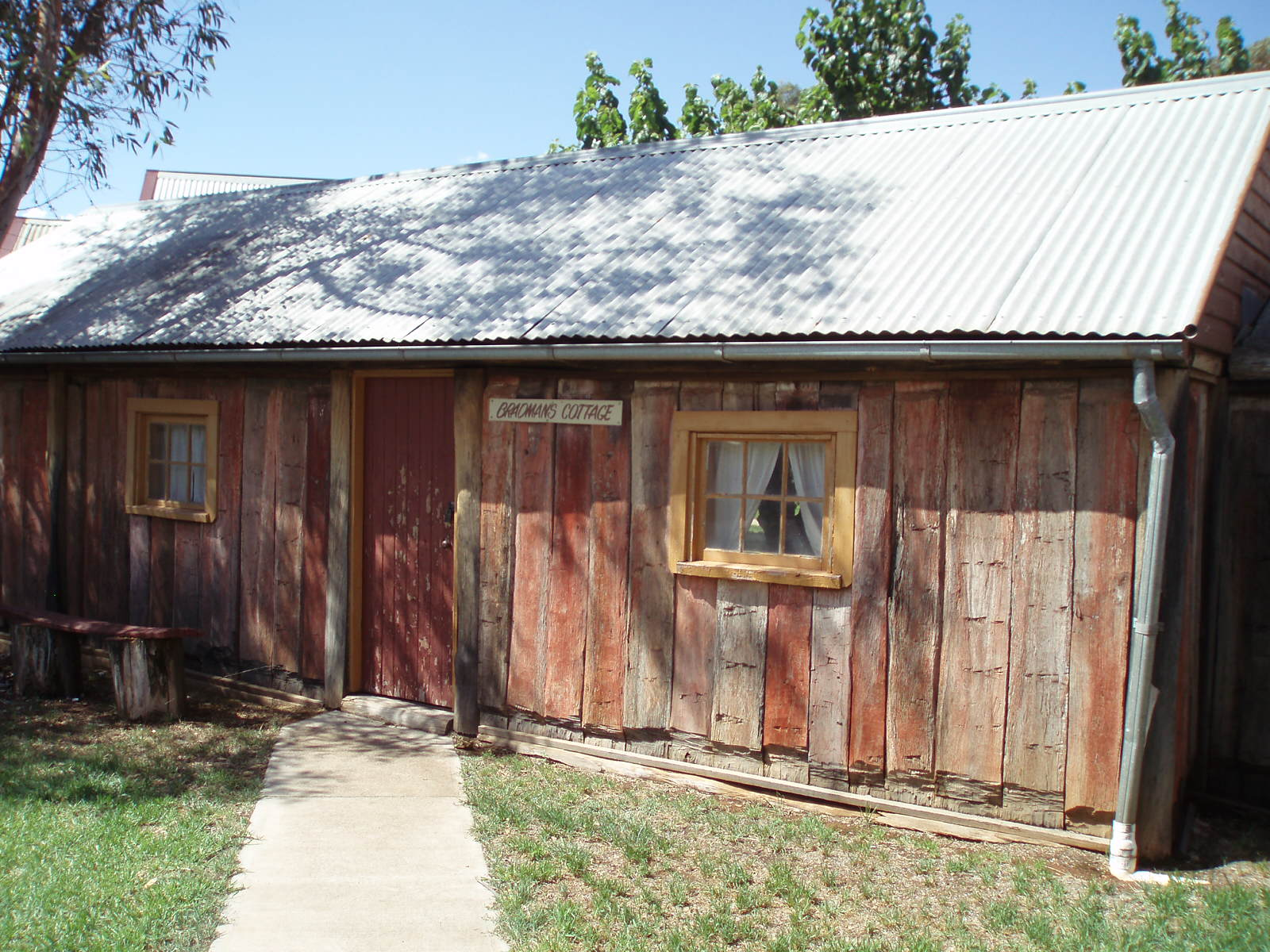
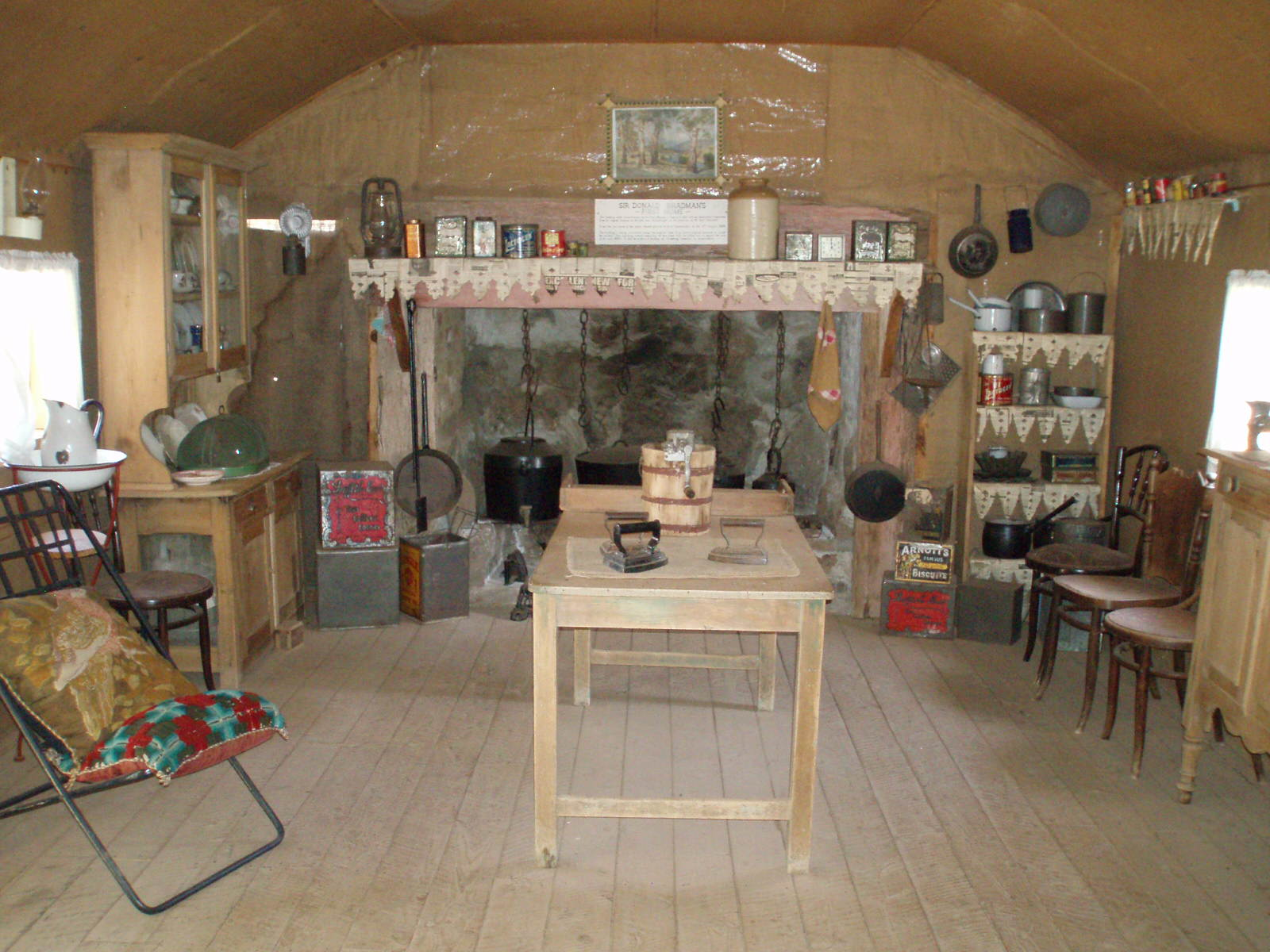
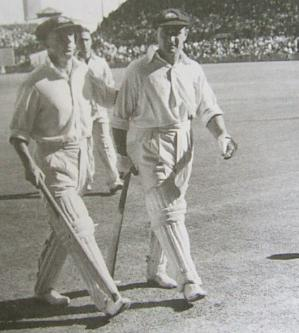
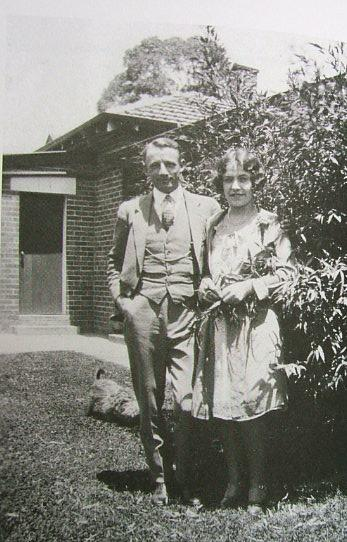
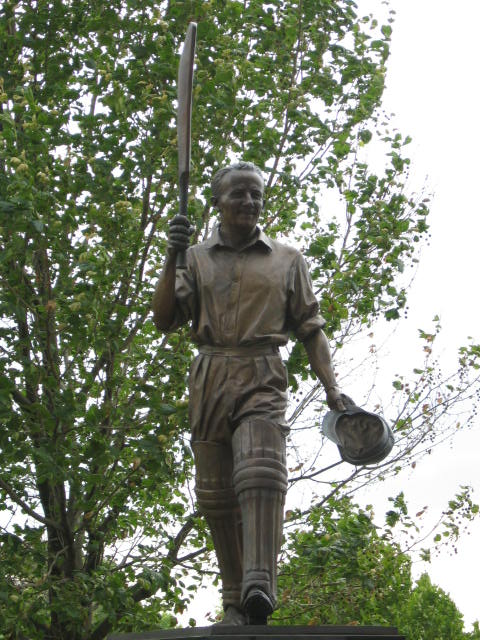
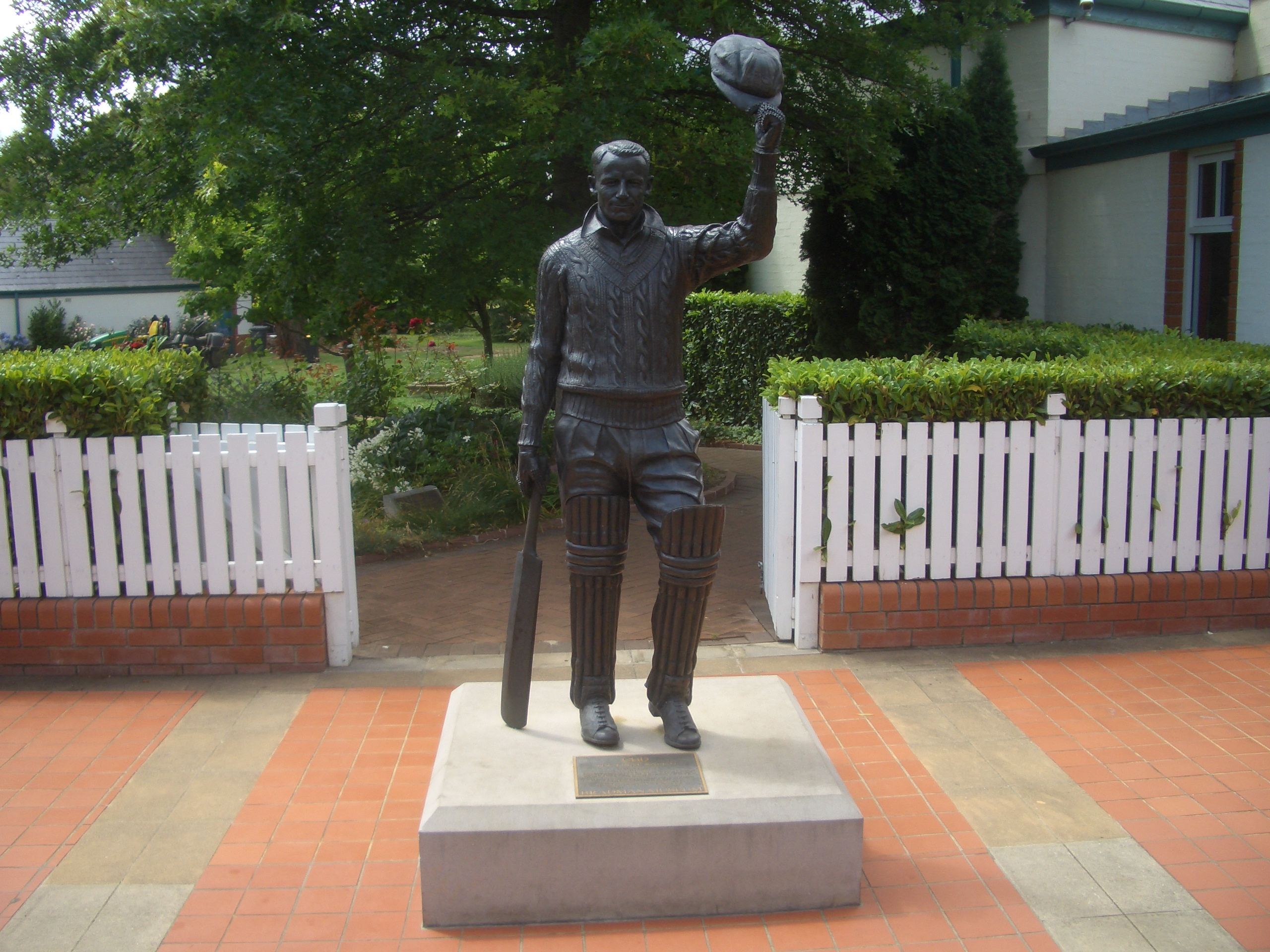
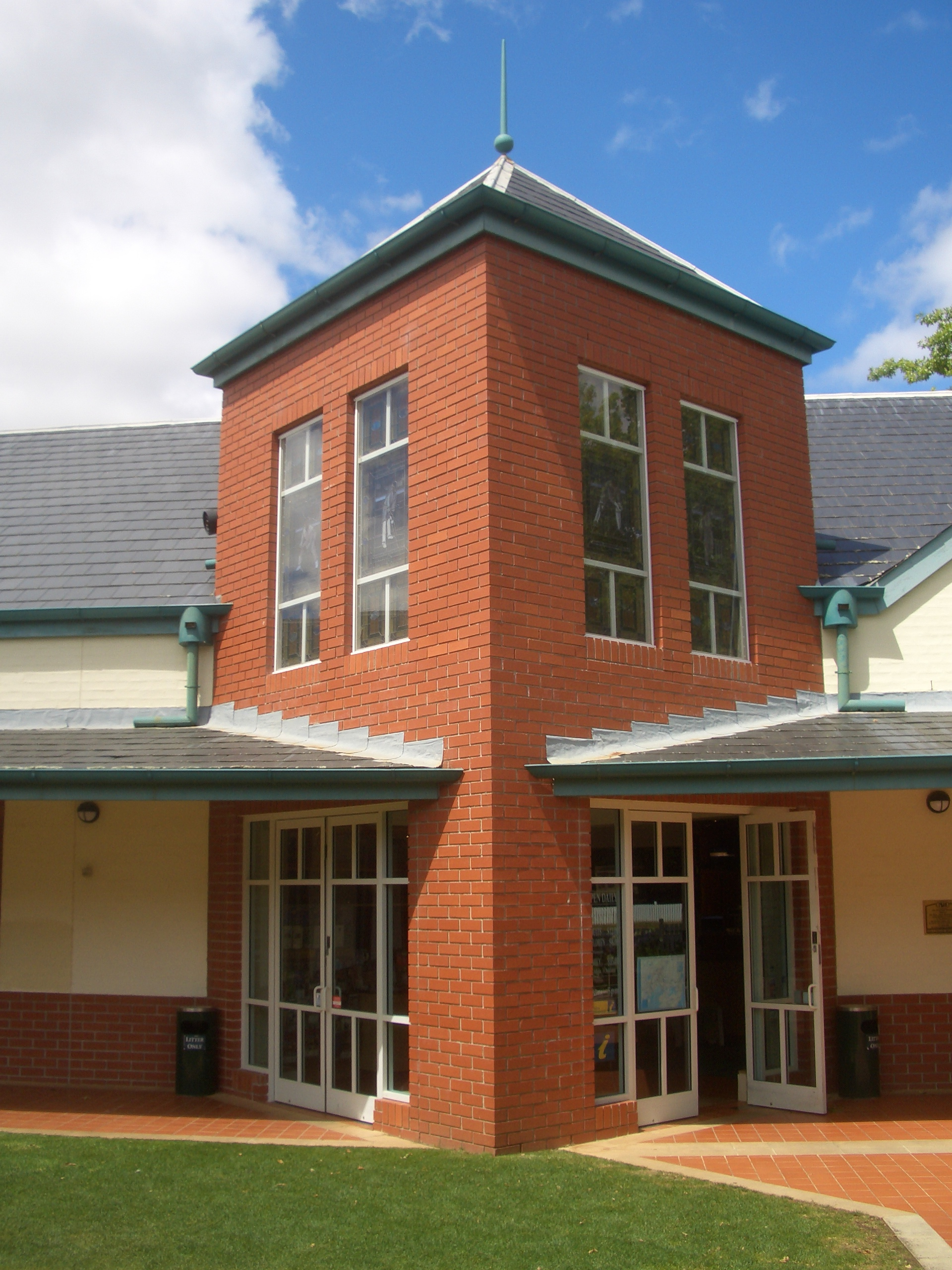
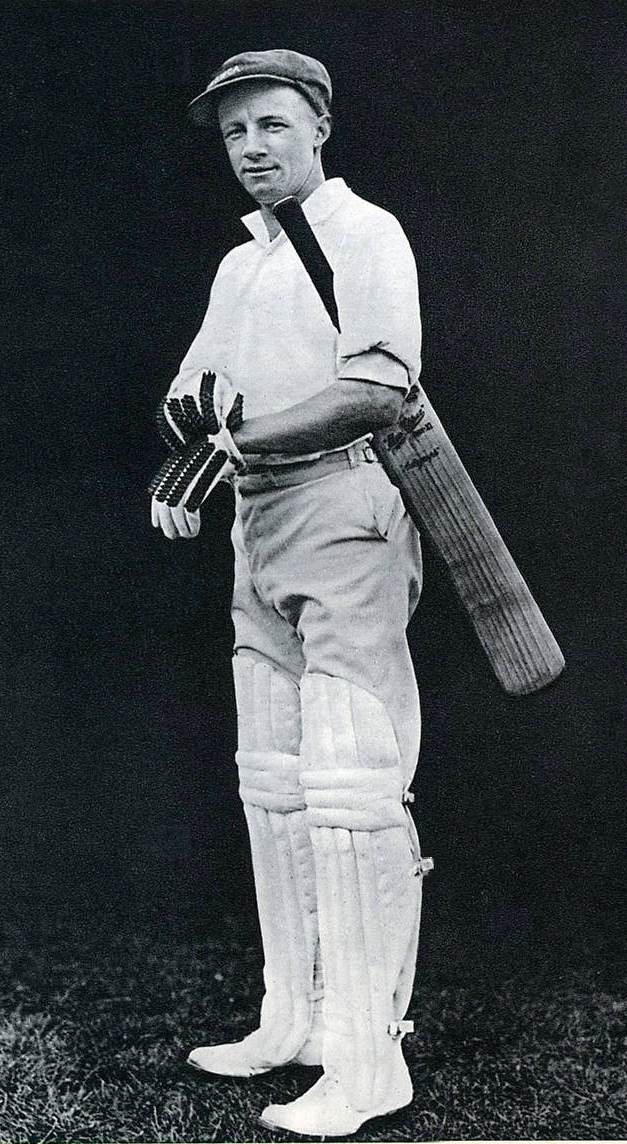
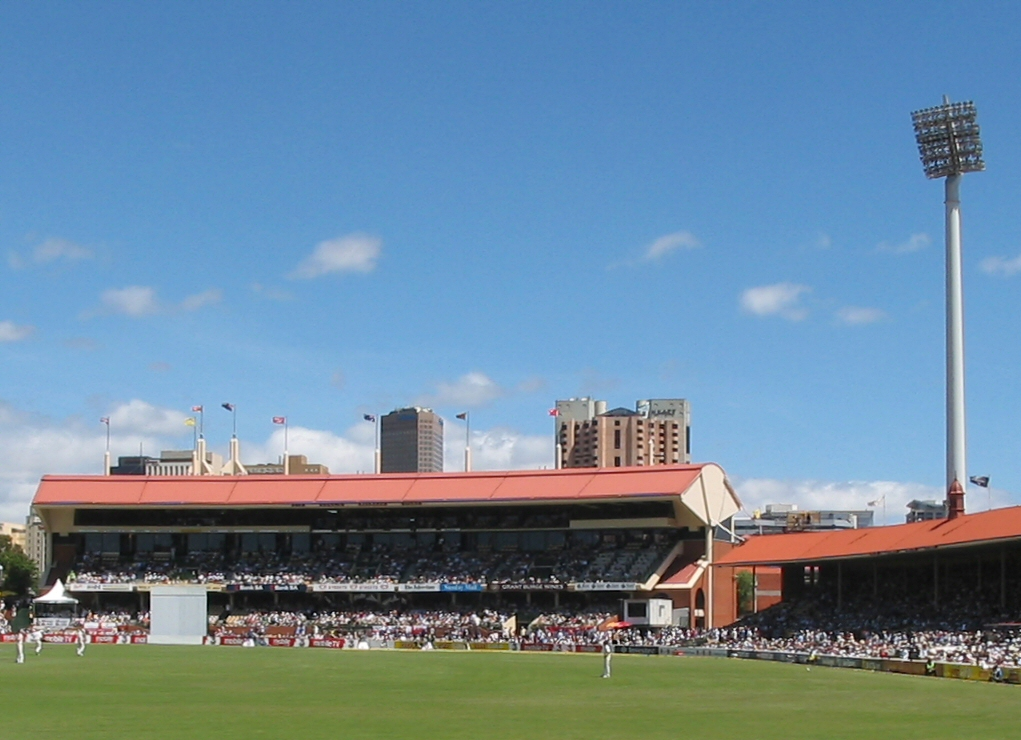
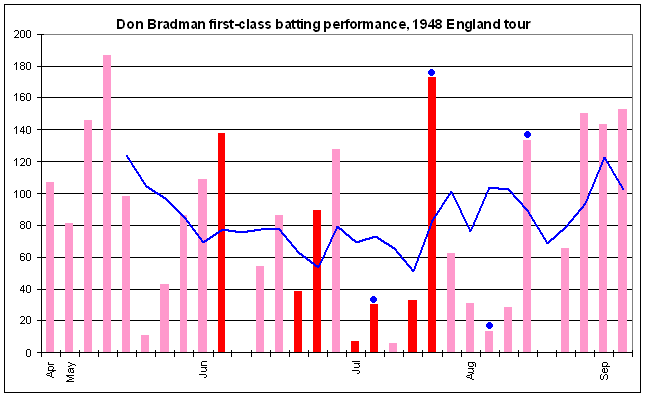
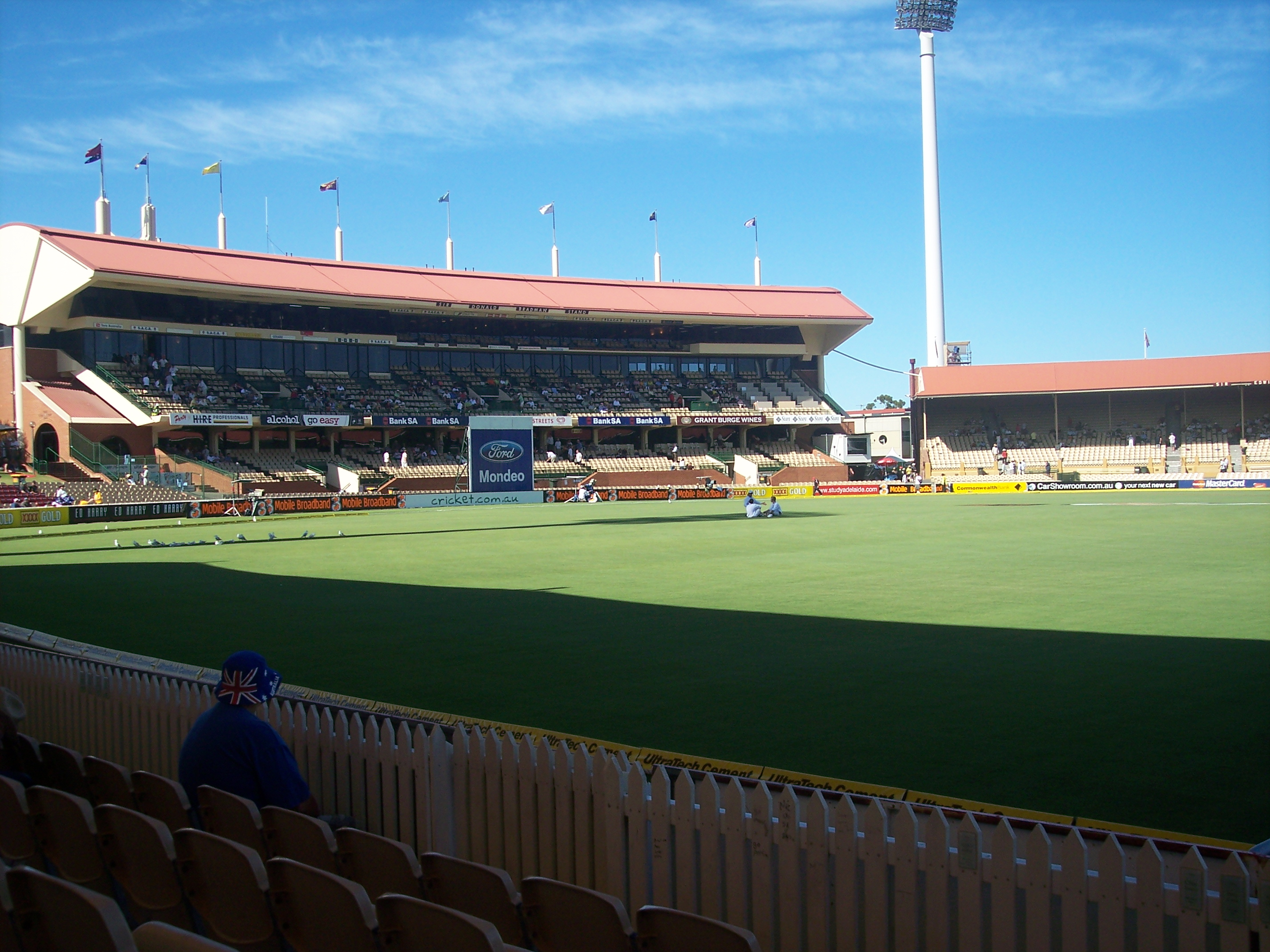
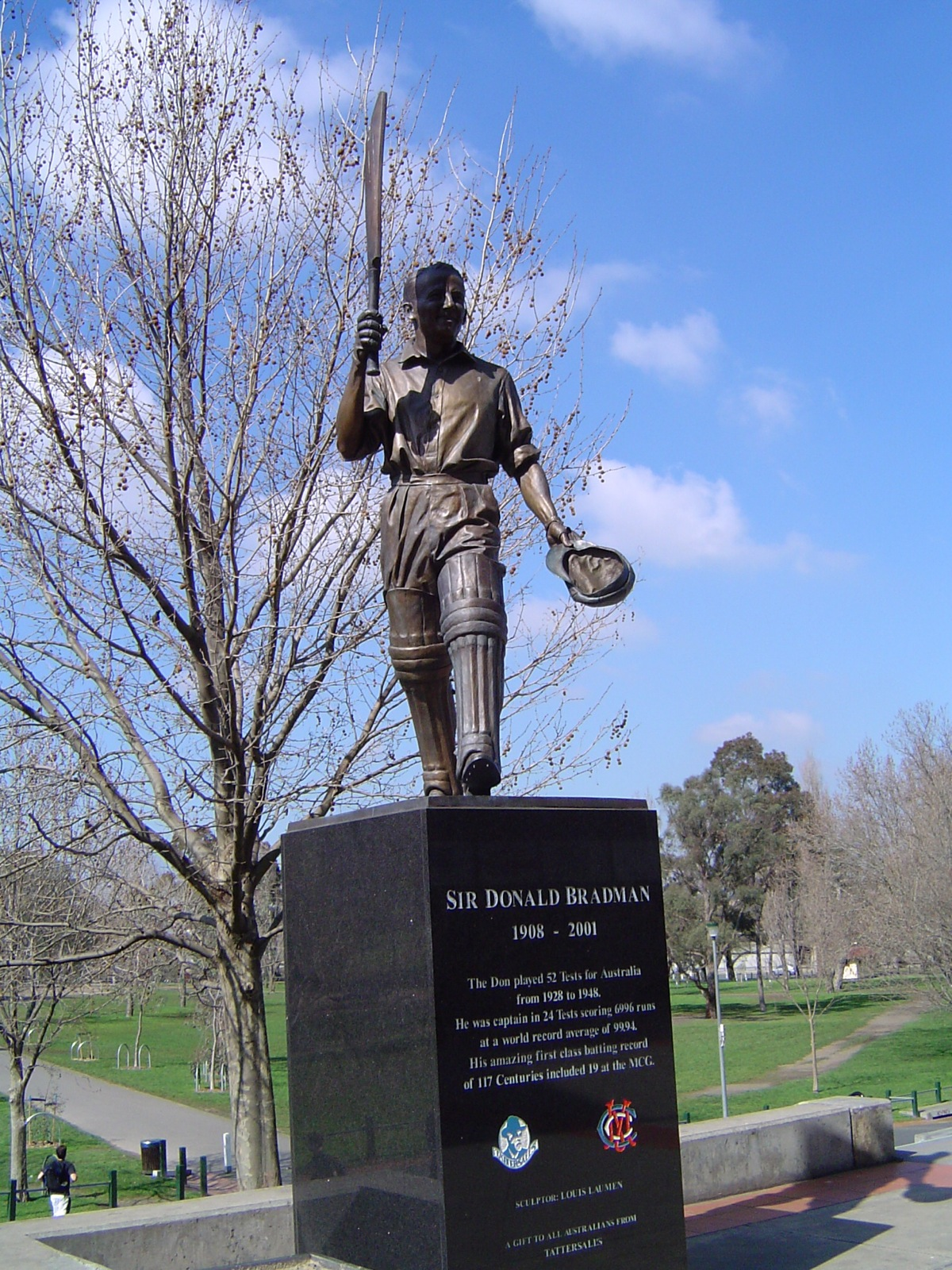
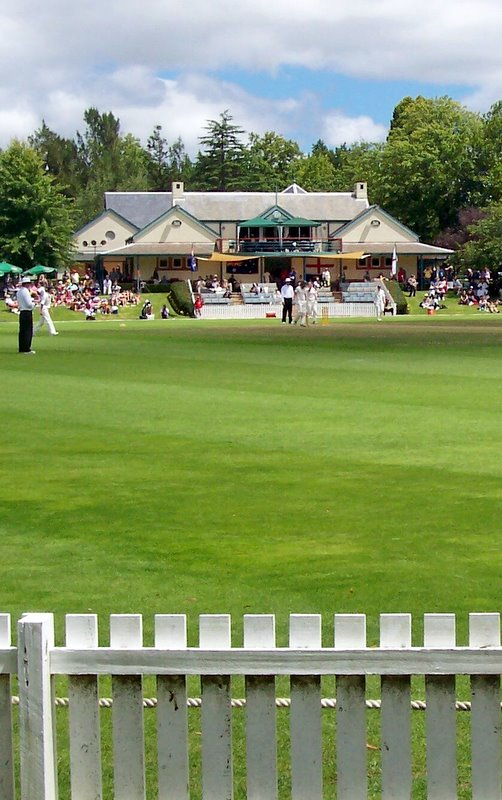
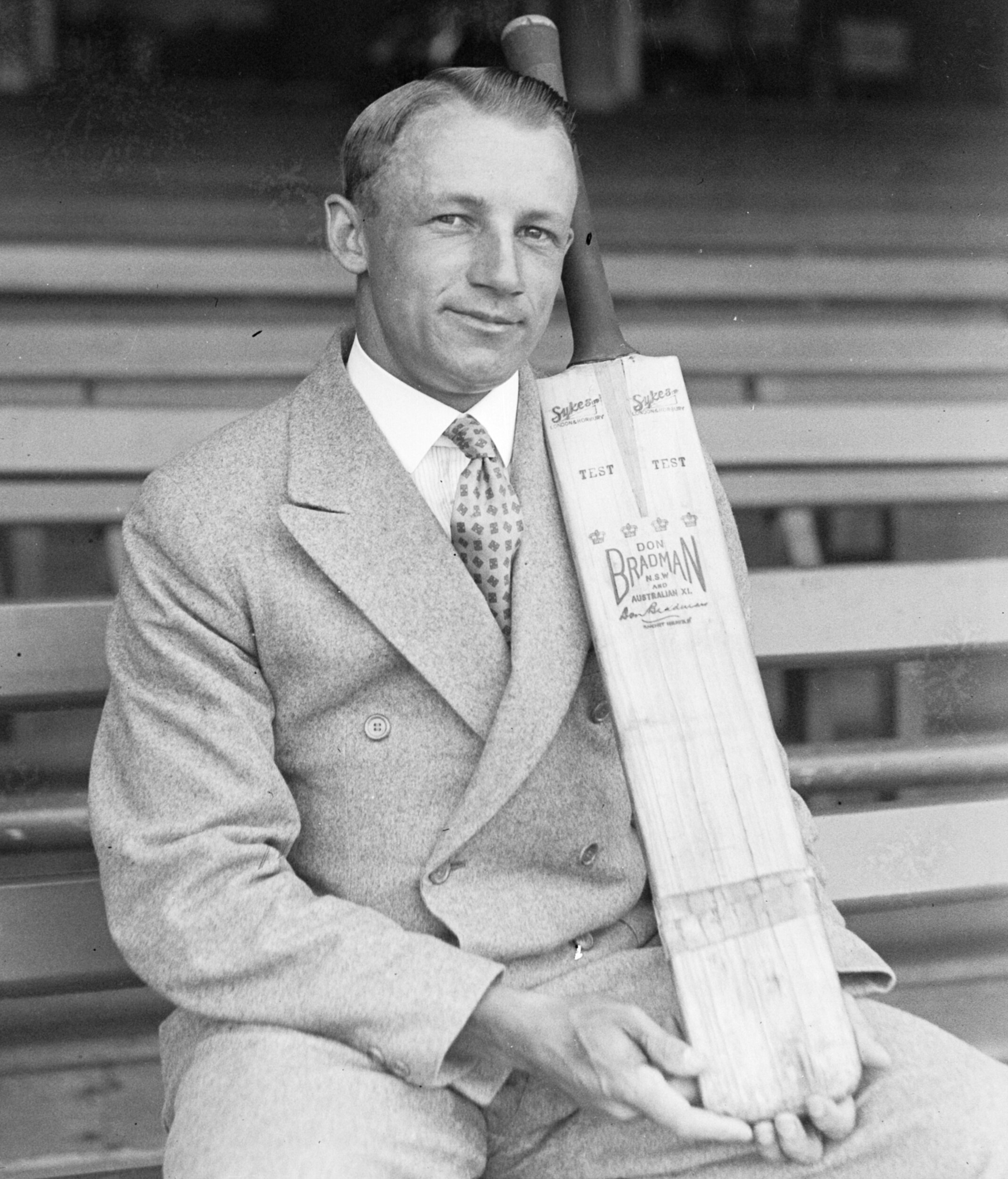
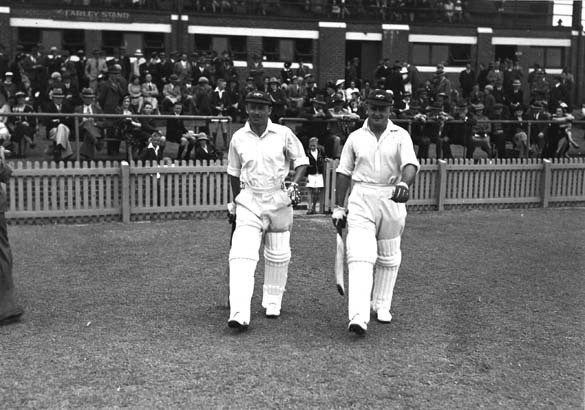
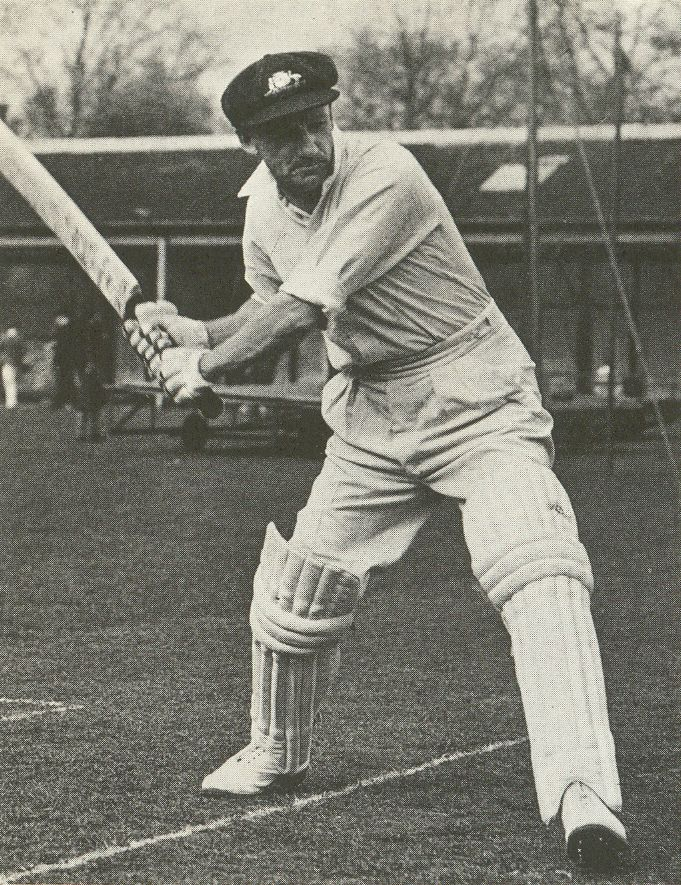
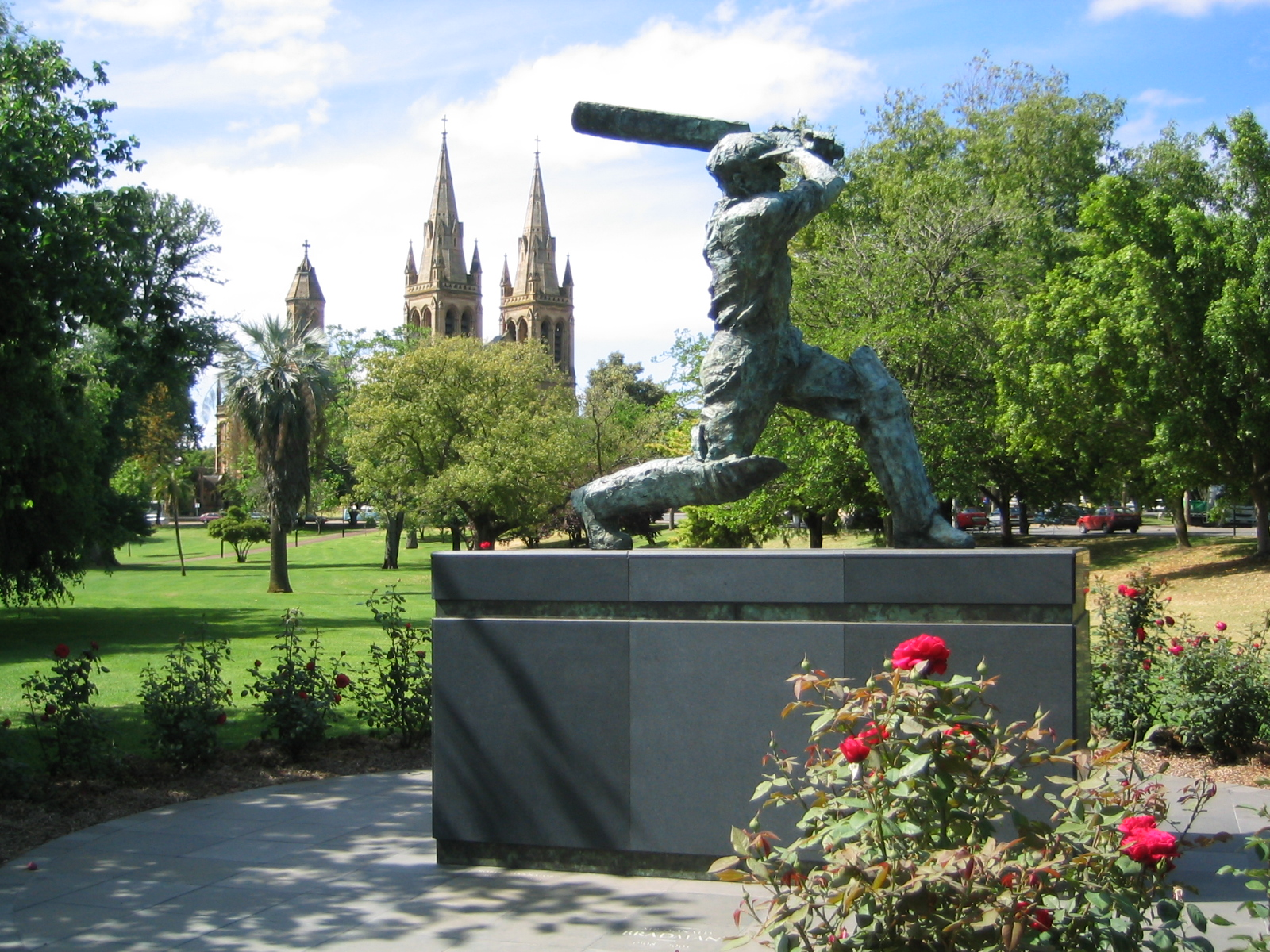
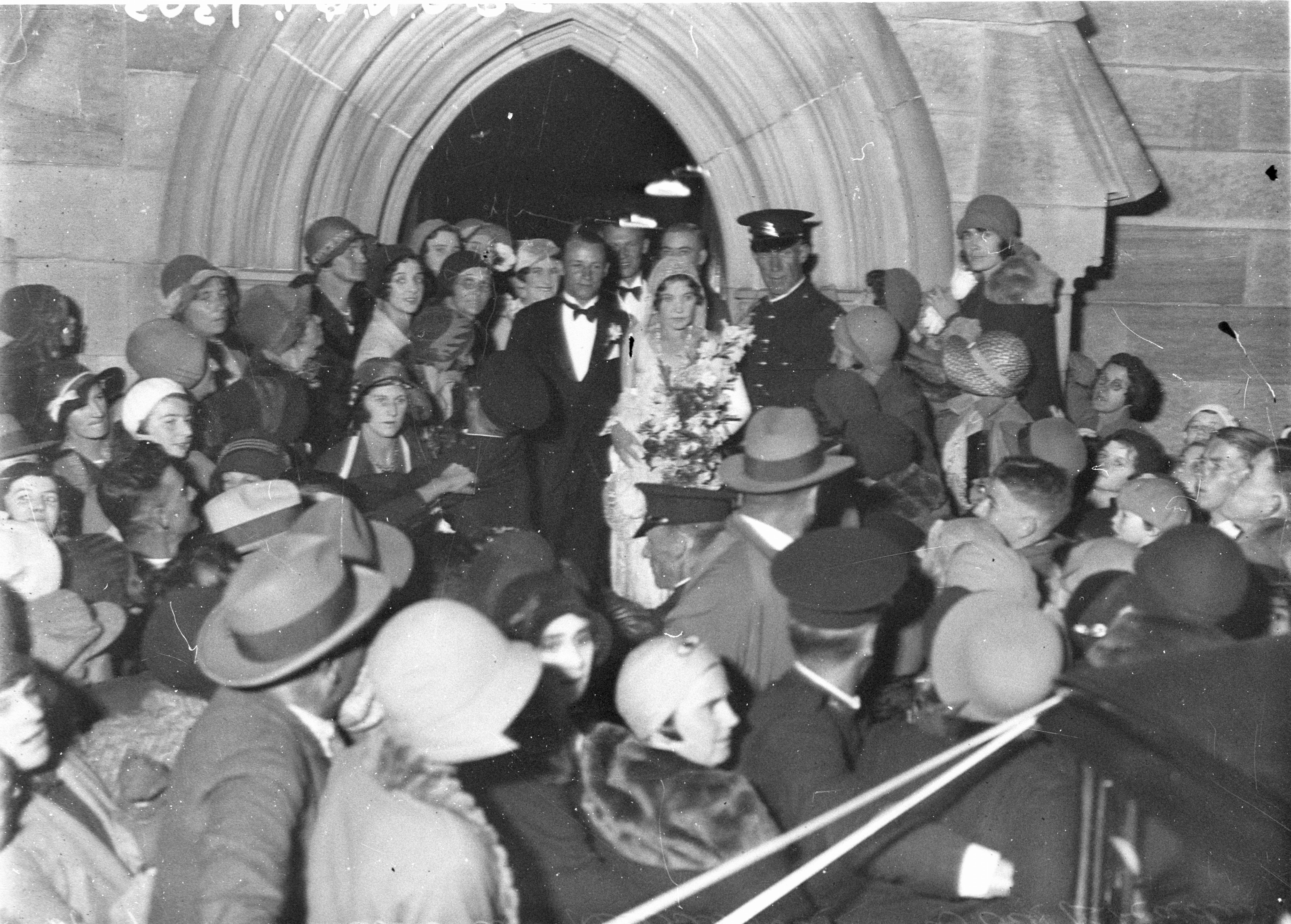
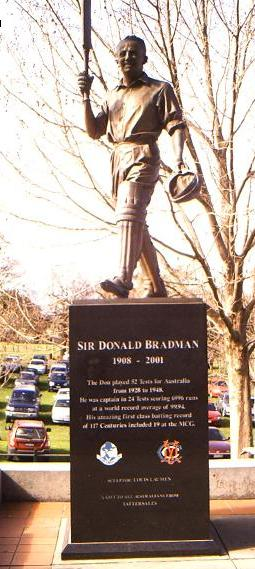
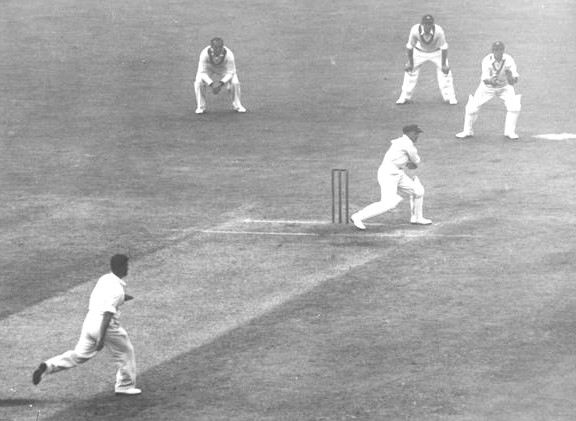
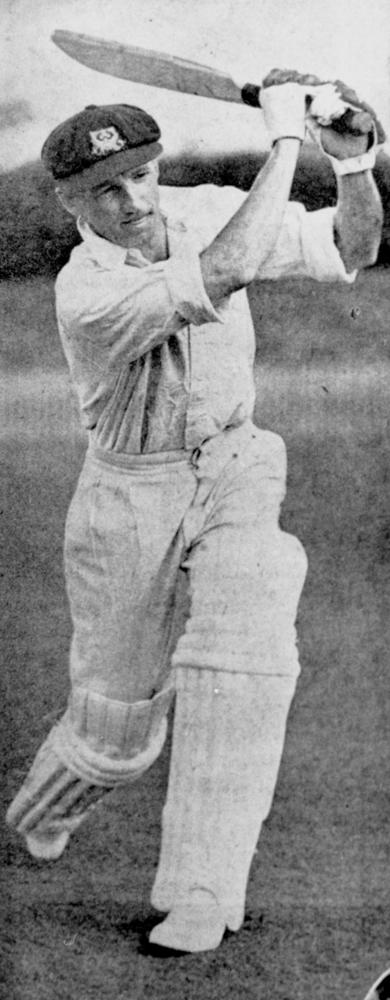
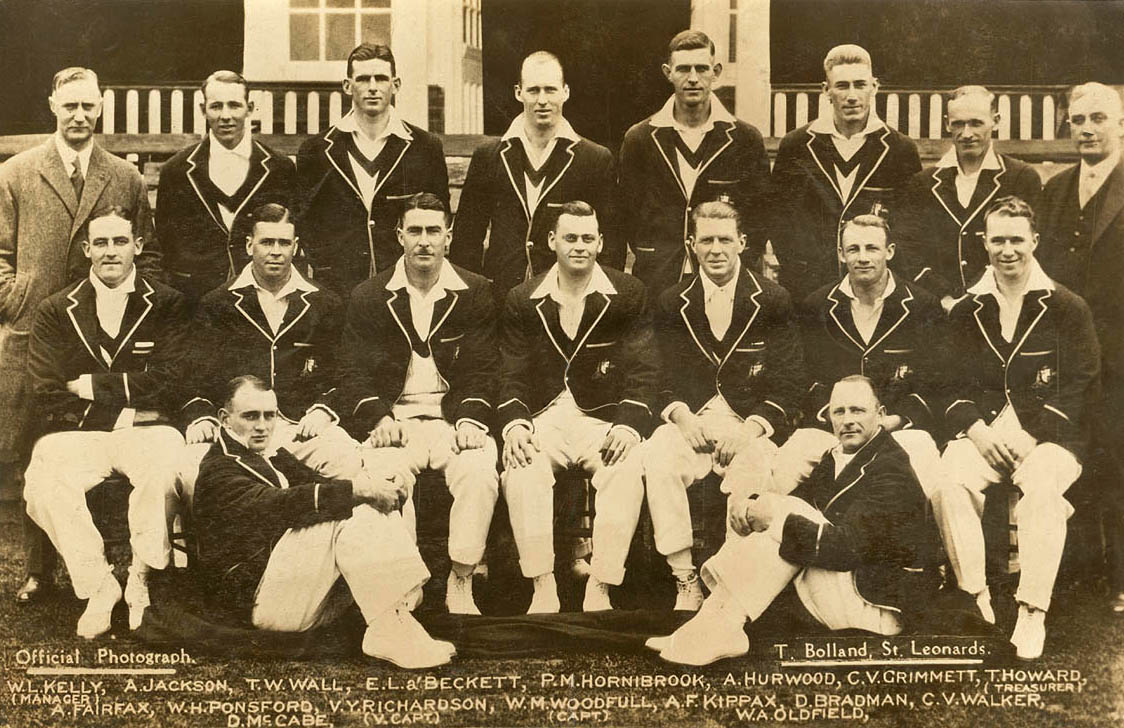

- Ficheiro:Bsb48052.jpg